# Greet Hofmans
Greet Hofmans (eigentlich Margaretha Hofmans, * 23. Juni 1894; † 16. November 1968) war eine niederländische sogenannte Wunderheilerin. Neun Jahre lang war sie eine Freundin und Beraterin von Königin Juliana von den Niederlanden und hielt sich oft auf Schloss Soestdijk auf.

## Leben
Hofmans war 1948 auf Initiative von Prinz Bernhard der Niederlande am Hofe eingeführt worden, um eine Augenkrankheit von Prinzessin Maria Christina zu behandeln. Die Krankheit war durch eine Röteln-Infektion Julianas während der Schwangerschaft verursacht worden. Hofmans verschaffte sich einen großen Einfluss auf die Königin und begeisterte sie für ihre pazifistischen Ideen. In den Zeiten des Kalten Krieges rief dies eine Krise im Königshaus hervor. Angeblich war am Ende sogar die Ehe zwischen Juliana und Bernhard in Gefahr.
Außerhalb der Niederlande fand die Hofmans-Affäre ein großes Echo in den Medien. Am 13. Juni 1956 erschien ein Artikel in der Zeitschrift Der Spiegel mit dem Titel Die Gesundbeterin. Angeblich war es Prinz Bernhard selbst gewesen, der die Informationen für den Artikel geliefert hatte, um Hofmans damit vom Hof zu vertreiben.
Das Kabinett von Willem Drees verbot den Import dieser Spiegel-Ausgabe und richtete eine Untersuchungskommission ein, bestehend aus den beiden ehemaligen Ministern Louis Beel und Gerbrandy sowie dem früheren Generalgouverneur von Niederländisch-Ostindien A. W. L. Tjarda van Starkenborgh Stachouwer, die so genannte Beel-Kommission. Ergebnis war die Beendigung von Hofmans’ Tätigkeit am Königshof und eine Neuorganisation des Königshauses.
Durch die Geheimhaltung von offizieller Seite und die Selbstzensur der niederländischen Presse gewann die Hofmans-Affäre ein Eigenleben. Es wurde spekuliert, die Affäre wäre nur eine Fassade für eine sich abzeichnende Scheidung der Königspaares gewesen. Auch die britische Tageszeitung Daily Mirror berichtete mit der Schlagzeile: Royal Crisis over A Faith-Healer (Königliche Krise um einen Wunderheiler).

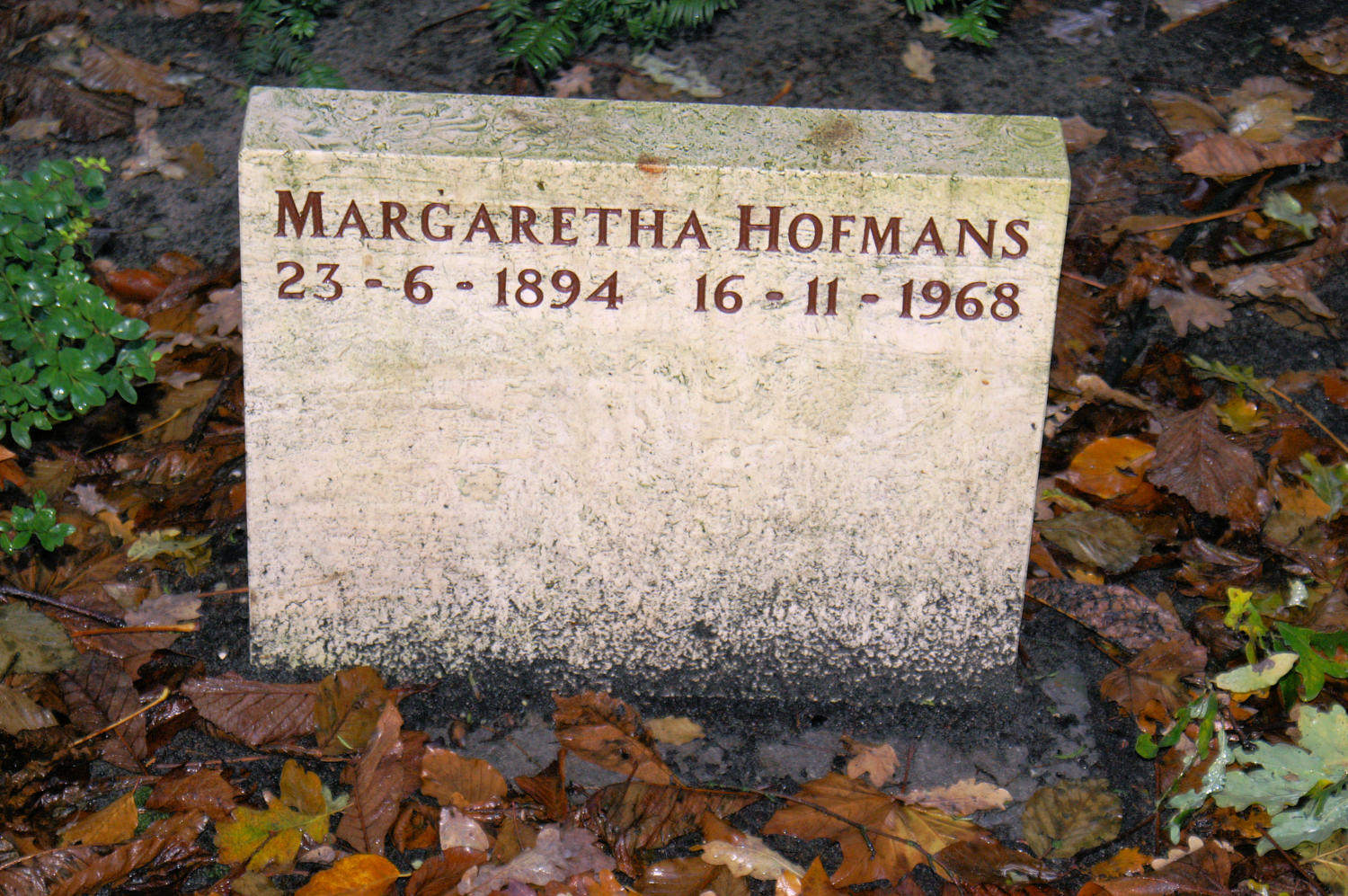
Grab in Amsterdam

Greet Hofmans starb 1968 und liegt auf dem Friedhof Zorgvlied in Amsterdam begraben.

## Bedeutung
Hofmans hatte bis zu ihrem Tode Anhänger aus der oberen Gesellschaftsschicht, die in ihr die Personifikation des idealen Lebens sahen: besonnen, friedliebend, uneigennützig und voller Menschlichkeit. Andere hingegen sahen in ihr eine Scharlatanin, eine Intrigantin oder gar eine böse Hexe, bestenfalls noch eine naive Person.
Am 7. Februar 2004 schrieb Bernhard in einem offenen Brief an die Zeitung de Volkskrant: „Was die so genannte Hofmans-Affäre angeht, so erinnere ich mich, dass die Beel-Kommission 1956 eine umfangreiche Untersuchung durchgeführt hat. Aus formellen Gründen ist der Bericht dieser Kommission nicht öffentlich, deshalb möchte ich hier meine Zuversicht ausdrücken, dass die Veröffentlichung alle, die in diese komplizierte Affäre involviert waren, in ein rechtes Licht rücken wird.“ Am 12. November 2008 wurde der Bericht der Beel-Kommission in einem Buch über die Ehe von Königin Juliana und Prinz Bernhard veröffentlicht.
Die Vereniging tegen de Kwakzalverij (Vereinigung gegen die Quacksalberei) hat Hofmans auf Platz 14 der 20 größten Scharlatane des 20. Jahrhunderts gesetzt.